# Xenortholitha coarctata
Xenortholitha coarctata là một loài bướm đêm trong họ Geometridae.